# Río Valira
El Valira es un corto río pirenaico, un afluente del Segre por su derecha que vertebra la hidrología del Principado de Andorra. Baña la mayor parte de este micro-Estado ibérico —a excepción de la solana de Andorra que se encuentra en la vertiente del río Ariège— y su curso bajo discurre por territorio español. El río nace en el Circ dels Pessons, en la parroquia de Encamp (Andorra) y recorre el país de norte a sur, desembocando en el río Segre una vez superada Seo de Urgel (Lérida, España). Es, por lo tanto, un río de la cuenca del Mediterráneo.
El Valira tiene la forma de una Y. Los brazos superiores estarían representados por el llamado «Valira del Norte» y el «Valira de Oriente». Ambos se unen en la población de Las Escaldas-Engordany, a partir de la cual el río toma el nombre de Gran Valira.

## Valira del Norte
Valira del Norte (Valira del Nord, en catalán) recibe también las denominaciones de Valira de la Massana, de Ordino o ribera de Ordino.
Tiene su nacimiento en los lagos de Tristaina, al noroeste de Andorra, al pie del pico del mismo nombre. Tras efectuar su curso una curva, su corriente fluye en un recorrido aproximadamente diagonal desde el noroeste hasta el centro de dicho territorio, atravesando las poblaciones de: El Serrat, Les Salines, Llorts, Arans, La Cortinada, Ansalonga, Ordino, La Massana, Anyós y Engordany.
Recibe como afluentes principales las aguas de los ríos Sorteny y Arinsal.

## Valira de Oriente
Valira de Oriente (Valira d'Orient, en catalán) recibe también las denominaciones de Valira de Encamp, de Canillo o de Soldeu.
Tiene su nacimiento en el circo dels Pessons, al noreste de Andorra, cerca de la población de Grau Roig. Su corriente fluye atravesando las poblaciones de: Soldeu, El Tarter, L'Aldosa, El Vilar, Canillo, Molleres, Les Bons, Encamp y Escaldas.
Recibe como afluente principal las aguas del río Madriu.

## Gran Valira

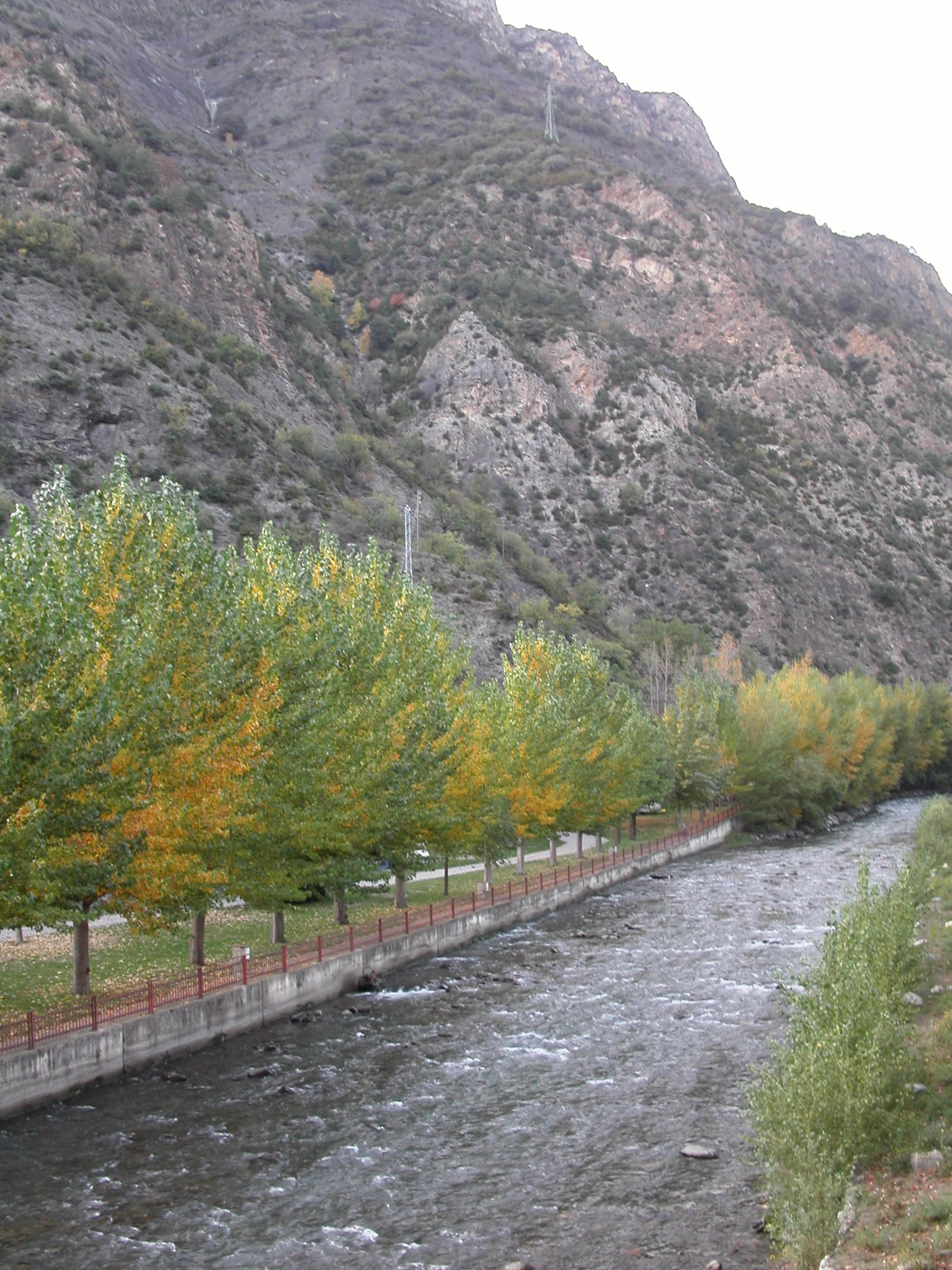
El Gran Valira a su paso por Sant Julià de Lòria, Andorra.

«Gran Valira» es el nombre que pasa a tomar el río Valira después de que las aguas del Valira del Norte y el Valira de Oriente se unan en la localidad de Las Escaldas-Engordany (Andorra).
A partir de dicho lugar, el curso del Gran Valira atraviesa las poblaciones de la capital Andorra la Vieja, así como de Santa Coloma, La Margineda, Aixovall y San Julián de Loria, siendo prácticamente coincidente con el de la carretera nacional que conduce a España.
Casi en la frontera con España, recibe por su izquierda las aguas de su afluente principal: el río Runer.
Al entrar a España, pasa justo después por los lindes de la población de Farga de Moles, de ahí serpentea hasta llegar a la Seo de Urgel del cual pasa por un parque y después se junta con el Segre, donde desemboca, discurriendo de esta forma íntegramente por la provincia de Lérida.

## Fauna
En el río Valira y sus múltiples afluentes, lagos y estanques conviven especies como la trucha fario, la trucha asalmonada y la nutria, entre otras variedades faunísticas.